# Madagascarhaven

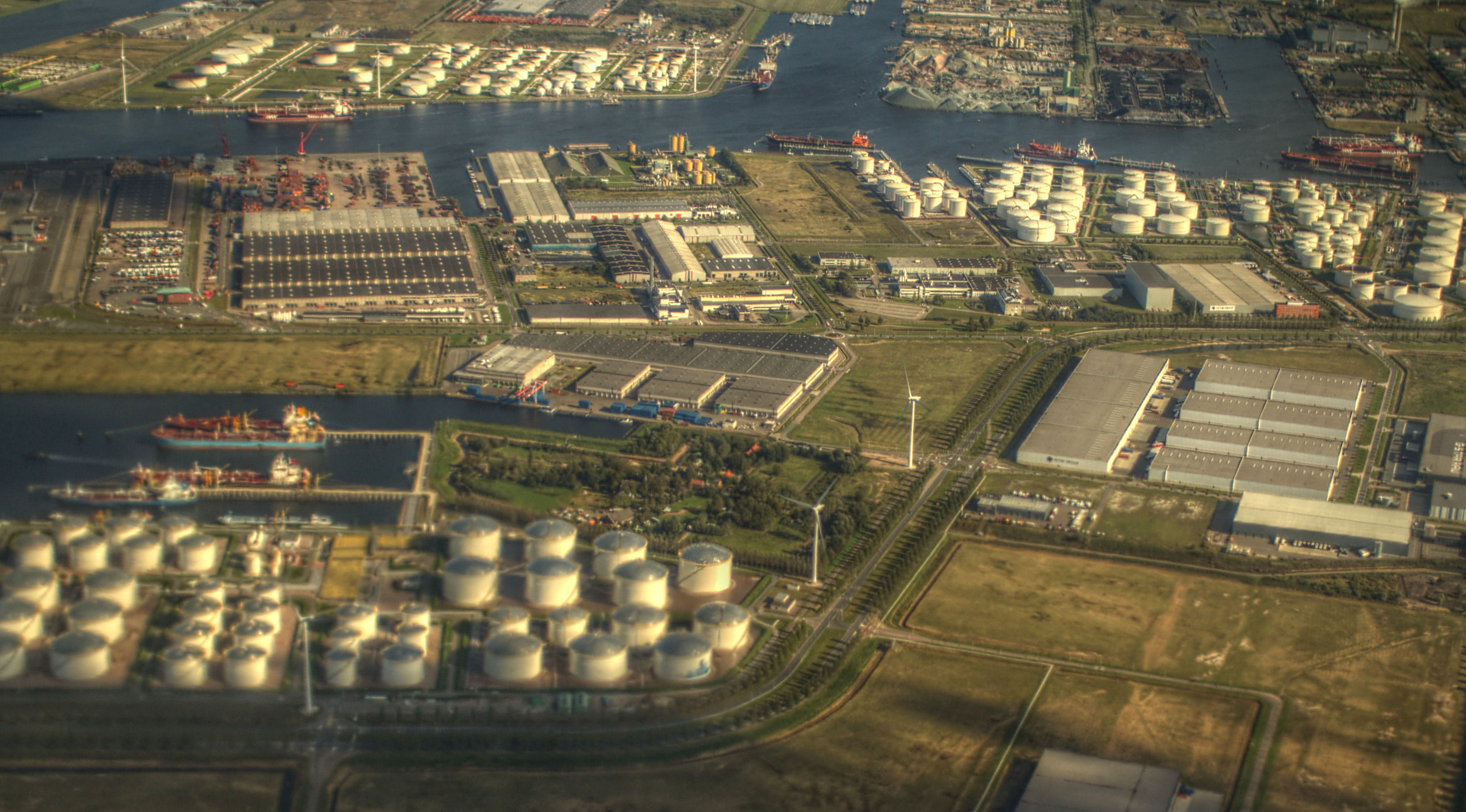
De Madagascarhaven in het midden van de foto, naast het dorpje Ruigoord

De Madagascarhaven is een haven in het Amsterdamse Westelijk Havengebied vlak ten noorden en ten oosten van het kunstenaarsdorp Ruigoord en ten westen van de Accraweg. Aan de zuidkant grenst de haven aan de Afrikahaven die gelijktijdig werd gegraven en gereed kwam in 2001. De Madagascarhaven is een zuidelijke zijhaven van de Afrikahaven en is vijf meter diep. Recent is in de haven een Schiphol-terminal in gebruik genomen.
De haven is vernoemd naar het Afrikaanse eiland Madagaskar.
| Havens en werven in het Amsterdamse havengebied |
| --- |
| · Afrikahaven Zanzibarhaven Madagascarhaven Amerikahaven Alaskahaven Cacaohaven Texashaven Aziëhaven Australiëhaven Tasmaniëhaven ADM-haven Westhaven Hornhaven Moezelhaven Mainhaven Beringhaven Suezhaven Bosporushaven Sonthaven Jan van Riebeeckhaven Usselincxhaven C. Reynierszhaven Adenhaven Ashaven Petroleumhaven Coenhaven Mercuriushaven Vlothaven Neptunushaven Minervahaven Houthaven Nieuwe Houthaven Bewaarhaven Oude Houthaven Sixhaven Ponthaven IJhaven Ertshaven Spoorwegbassin Entrepothaven Shipdock NDSM Oranjewerf Oranjesluizen P.W.Alexandersluis Noordzeekanaal IJ Dirk Metselaarhaven Isaac Baarthaven Wim Thomassenhaven |